# Mahou no Rouge Lipstick
"Mahou no Rouge Lipstick"Mahou no Rūju Rippu☆Sutikku (魔法のルージュ りっぷ☆すてぃっく) é uma obra de animação adulta produzida pela Byakuya Shobo. O OVA foi lançado originalmente em 10 de julho de 1985, com duração de 25 minutos. 
O estúdio responsável pelo planejamento, STUDIO ZAG・ART (スタジオ・ザ・ガート), era formado principalmente por membros do círculo dōjin Studio AWAKE (スタジオ・アオーク), liderado por Usagi Morino, que também produzia animações independentes.
Além disso, Eiji Ōtsuka, que na época era o editor-chefe da revista Manga Burikko, também participou do projeto. Por ter sido desenvolvido como parte de um conceito de mídia mista, o OVA foi lançado como um produto relacionado à revista.

## Sinopse
A história acompanha uma jovem estudante do ensino fundamental que admira a vida romântica de sua amiga adolescente. Certo dia, ela encontra um porquinho mágico que lhe oferece um batom encantado, capaz de transformá-la em uma versão mais velha de si mesma. Com essa nova aparência, ela busca se aproximar de um garoto mais velho, mas precisa lidar com as consequências de sua transformação mágica e as complicações que surgem ao esconder sua verdadeira identidade.

## Personagens
- Yuma Himeno (姫野由魔, Yuma) Voz: Chieko Honda

Protagonista da obra, uma estudante do ensino fundamental que frequenta a Moe Junior High School (萌中学校, Moe Chūgakkō).
- Mia (ミア)

Alter ego de Yuma após se transformar usando o Rouge Lipstick.
- Leap (リープ) Voz: Kazue Ikura

Uma fada que aparece de dentro do Rouge Lipstick.
- Ton (トン)

Um vendedor ambulante porco. É um alienígena.
- Emma (絵魔, Ema)

Uma estudante do ensino fundamental que vive ao lado de Yuma e também frequenta a Moe Junior High School.
- Manami (まなみ)

Alter ego de Emma após se transformar usando outro Rouge Lipstick.
- Makoto (真, Makoto)

O namorado de Emma.
- Soap Rider E-Cock (ソープライダー・イコック, Kokudō Ichi-gō)

Uma armadura motorizada pilotada por Yuma. Apresenta características semelhantes ao Scopedog do anime Armored Trooper Votoms, incluindo movimentos como o roller dash.

## Mídia

### OVA
O OVA foi lançado pela primeira vez nos formatos VHS e Beta no Japão em 10 de julho de 1985. Cerca de 27 anos após seu lançamento, em 2012, uma versão remasterizada digitalmente foi lançada em DVD, em edição limitada, a OVA foi produzida pela editora Byakuya Shobo e o conceito original criado por Eiji Otsuka, com design de personagens pelo artista Usagi Morino, a música tema do OVA é "Mahou! Kuchibeni Magic" interpretada por Yuko Otaki.

### Mangá
Um mangá sobre a obra, intitulado "Rouge no Yousei Lipstick", foi publicado em 1 de novembro de 1985 pela editora Byakuya Shobo, com ilustrações de Monotarinu. A série teve um total de 3 capítulos.

### Fanbook
Em 25 de fevereiro de 1986, foi lançado um fanbook editado por Morino Usagi e STUDIO ZAG・ART, e publicado pela Byakuya Shobo. O livro incluía ilustrações originais de vários artistas, como Asari Yoshitoo, Kurumada Shin'ichi, Hakuaki Ko, Yamamoto Takashi e Arise Miho.